# Castelliri
Castelliri és un comune (municipi) de la província de Frosinone, a la regió italiana del Laci, situat a la vall del riu Liri, a uns 90 km al sud-est de Roma i a uns 20 km al nord-est de Frosinone.
Castelliri limita amb els municipis d'Arpino, Isola del Liri, Monte San Giovanni Campano i Sora.
A 1 de gener de 2019 tenia 3.391 habitants.